# Wacker Chemie
Basé dans le sud de la Bavière à Munich, WACKER Chemie AG est un groupe chimique dont la fondation remonte au 13 octobre 1914.
L'entreprise est cotée au MDAX.

## Présentation
Le groupe est contrôlé en majorité par la famille Wacker. Opérant sur le marché mondial, WACKER emploie près de 17 000 personnes et réalise un chiffre d’affaires annuel de 5,3 milliards d’euros (2015),. Il dispose de 25 sites de production, 22 centres de compétences techniques et 50 bureaux de distribution dans le monde.
Wacker Chemie AG a cinq secteurs d'activités.

## Histoire
En 1914, Alexander Wacker établit la société Dr. Alexander Wacker, Gesellschaft für elektrochemische Industrie KG à Burghausen.
En 1922, Alexander Wacker décède à l’âge de 75 ans.
Début août 2022, Wacker Chemie AG et l'Université technique de Munich (TUM) ont renforcé leur collaboration avec la création de l'Institut WACKER pour la biotechnologie industrielle à TUM. L'objectif du nouvel institut est de poursuivre le développement de la recherche en biotechnologie industrielle en Allemagne au plus haut niveau international.
En juin 2024, le siège social de l'entreprise à Munich.

## Secteurs d'activités
- WACKER SILICONES  Huiles, émulsions, caoutchoucs et résines silicones, silanes, silices pyrogénées, élastomères silicones thermoplastiques

- WACKER POLYMERS  Acétates de polyvinyle et copolymères d'acétate de vinyle sous forme de poudres polymères redispersables, de dispersions, de résines solides et de solutions

- WACKER BIOSOLUTIONS  Produits biotechnologiques tels que cyclodextrines, cystéine et produits biopharmaceutiques, produits de chimie fine et résines solides de polyacétate de vinyle

- WACKER POLYSILICON  Silicium polycristallin pour l’industrie des semi-conducteurs et du photovoltaïque

- Siltronic  Tranches et monocristaux de silicium ultrapur pour composants semi-conducteurs